# 23748 Kaarethode
23748 Kaarethode là một tiểu hành tinh vành đai chính với chu kỳ quỹ đạo là 1254.4215310 ngày (3.43 năm).
Nó được phát hiện ngày 22 tháng 5 năm 1998.